# Marktplatz (Weißenburg)
Der Marktplatz ist eine Innerortsstraße in Weißenburg in Bayern, einer Großen Kreisstadt im mittelfränkischen Landkreis Weißenburg-Gunzenhausen. Der ehemalige Markt und heutige Einkaufsstraße bildet das Zentrum der nördlichen Altstadt und ist nach der Luitpoldstraße der zweitgrößte Platz der unter Ensembleschutz stehenden Altstadt Weißenburgs.

## Geschichte und Lage

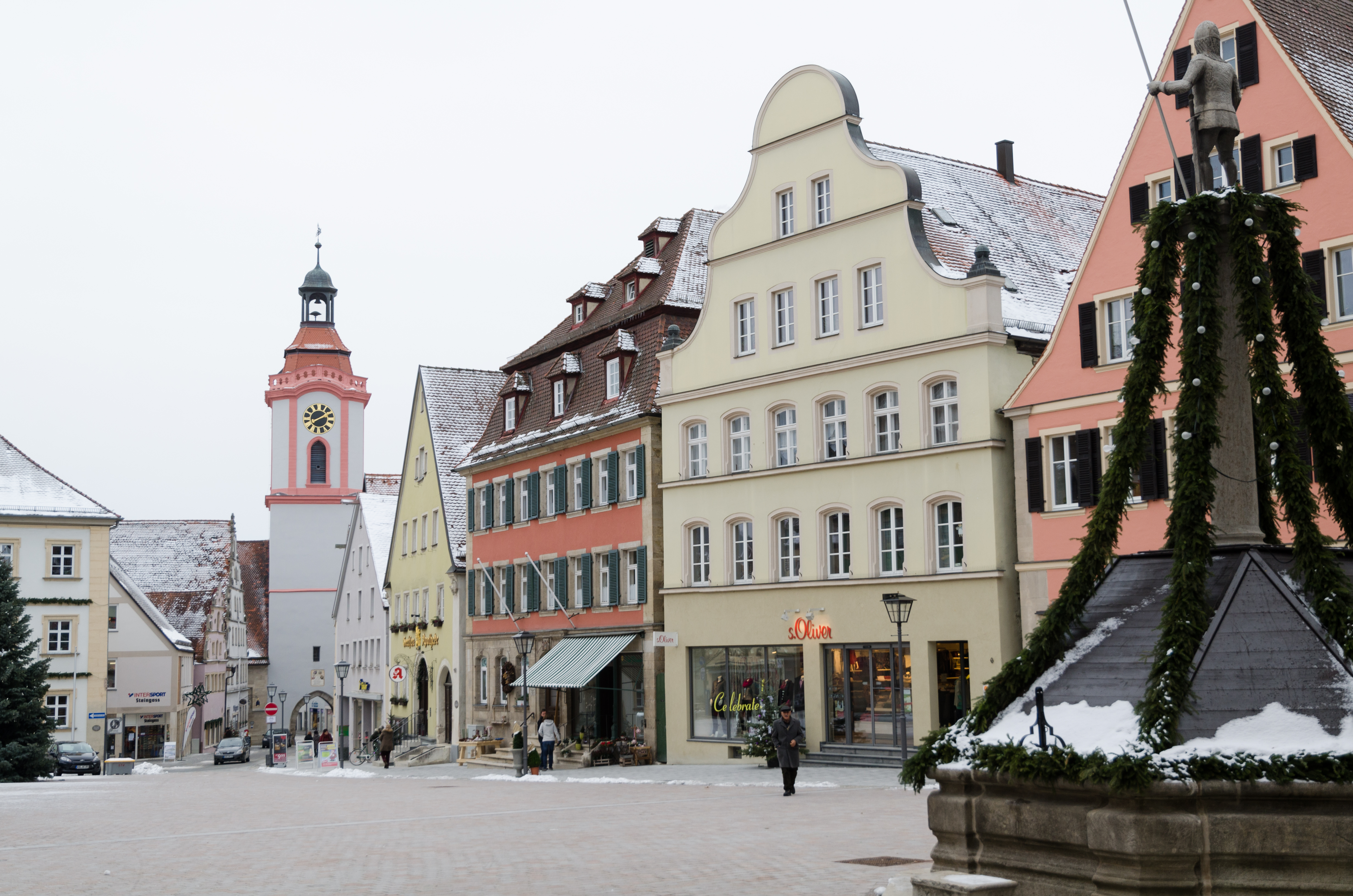
Der Marktplatz vom Alten Rathaus aus. Im Vordergrund ist der Schweppermannsbrunnen zu sehen, im Hintergrund die Spitalkirche; links abgeschnitten ist das Neue Rathaus.

Weißenburg, 867 erstmals urkundlich erwähnt, entstand um einen karolingischen Königshof und erhielt im frühen 14. Jahrhundert den Status einer Freien Reichsstadt, den es bis 1802 behaupten konnte. Der Markt breitet sich als Rechteck an der Straßenachse aus, die nach Süden zum Spitaltor und weiter nach Augsburg führt. Im rechten Winkel dazu wurde in der Blütezeit der Stadt planmäßig der viel größere Holzmarkt (heutige Luitpoldstraße) angelegt. Eine dritte Hauptstraße (Ellinger Straße) stößt von Norden, von Nürnberg her, durch das Ellinger Tor in die Stadt, erreicht den Markt aber erst nach scharfer östlicher Abwinkelung (Rosenstraße).
Derzeit ist der Marktplatz eine Fußgängerzone, an der sich mehrere Bekleidungsgeschäfte, Arztpraxen und Gaststätten befinden.

## Bauwerke

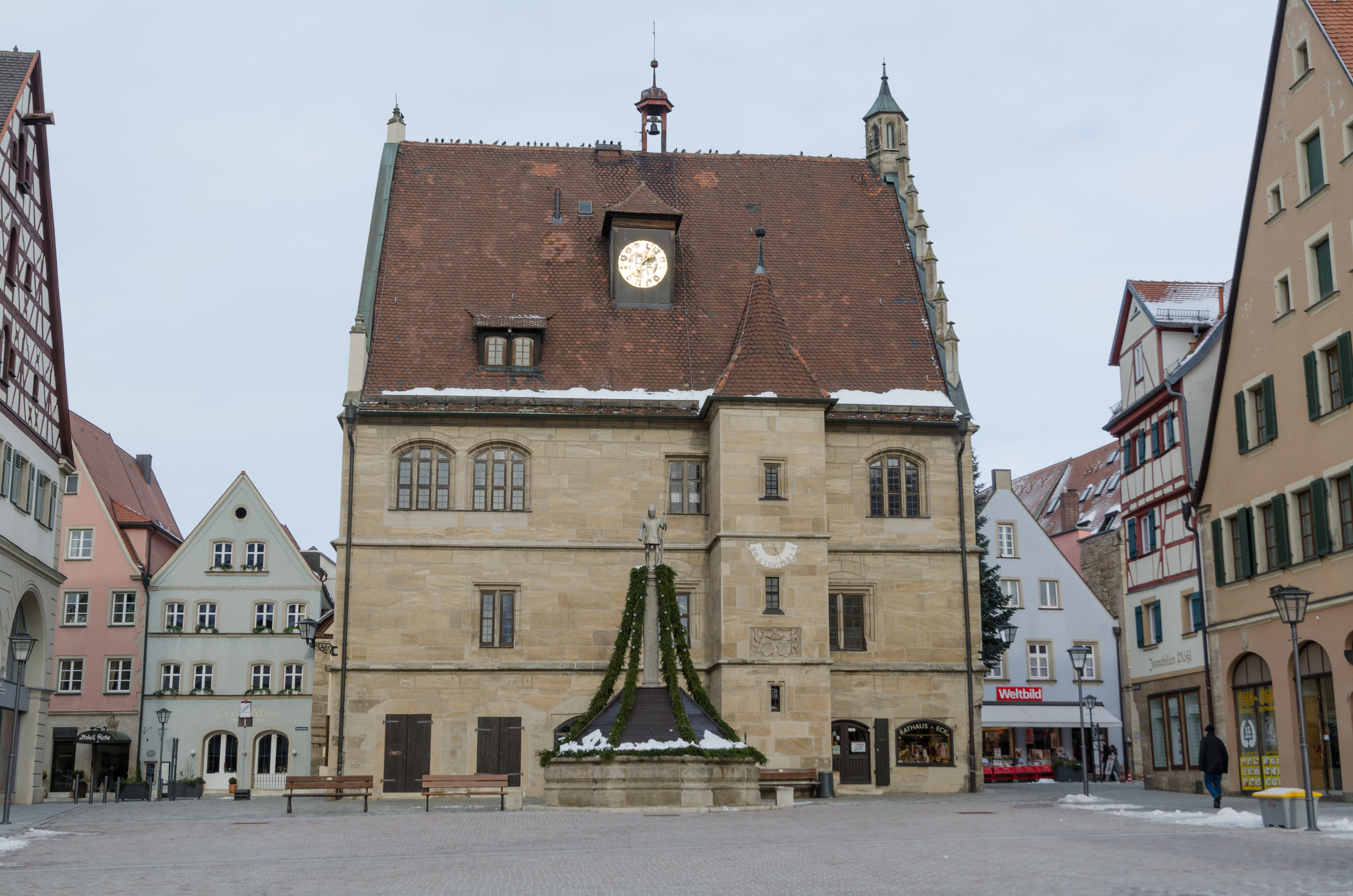
Das Alte Rathaus, davor befindet sich der Schweppermannsbrunnen. Rechts ist das Lebküchnerhaus zu sehen.

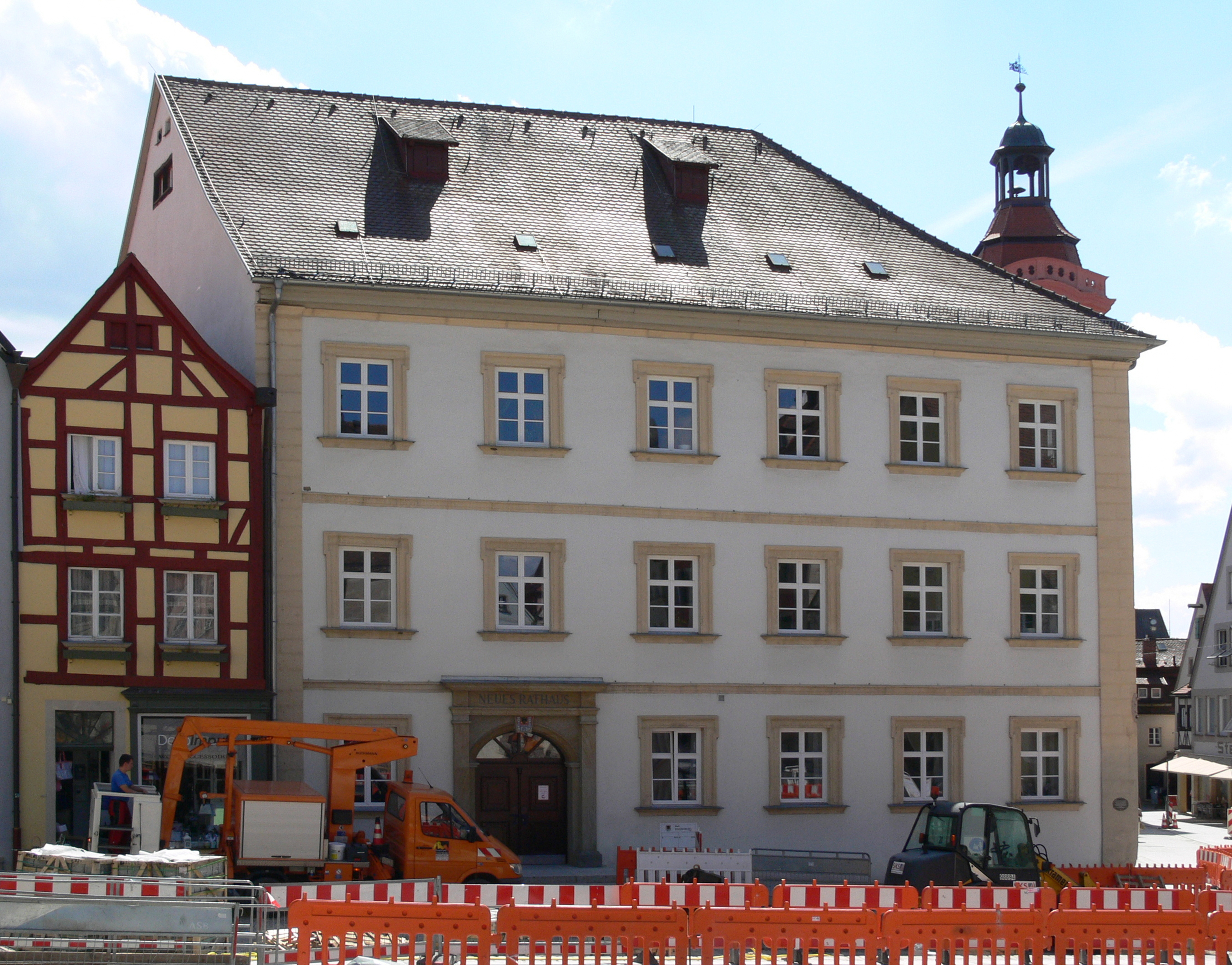
Das Neue Rathaus

Bürger- und Fachwerkhäuser im gotischen und barocken Stil säumen die Straße. Zu den denkmalgeschützten Bauwerken an der Straße gehören:
- Schweppermannsbrunnen, 1685/86
- Altes Rathaus (Marktplatz 1)
- Lebküchnerhaus (Luitpoldstraße 2)
- Neues Rathaus (Marktplatz 19)
- Zum Goldenen Adler (Marktplatz 5)
- Marktplatz 2, Bürgerhaus, 1685
- Marktplatz 3, Bürgerhaus
- Marktplatz 4, Bürgerhaus
- Marktplatz 6, ehemaliges Gasthaus, 1845
- Marktplatz 7, Bürgerhaus, 1591/92
- Marktplatz 8, Bürgerhaus, 1785
- Marktplatz 9, ehemals „Zur Goldenen Gans“, 1792
- Marktplatz 10, Apotheke, 1694
- Marktplatz 11, ehemals „Zur Goldenen Ente“
- Marktplatz 12, Bürgerhaus
- Marktplatz 13, Ehemalige Brauereigaststätte
- Marktplatz 17, Bürgerhaus